# Tepecoacuilco de Trujano (kommun)
Tepecoacuilco de Trujano är en kommun i Mexiko.   Den ligger i delstaten Guerrero, i den södra delen av landet, 150 km söder om huvudstaden Mexico City. Antalet invånare är 30 470. Arean är 984 kvadratkilometer.
Terrängen i Tepecoacuilco de Trujano är kuperad österut, men västerut är den bergig.
Följande samhällen finns i Tepecoacuilco de Trujano:
- Tepecoacuilco de Trujano
- Mayanalán
- San Agustín Oapan
- Maxela
- Tecuexcontitlán
- San Juan Tetelcingo
- Cuexcontlán
- Santa Cruz
- Venta de Palula
- Colonia Lázaro Cárdenas
- El Rincón
- Colonia Valerio Trujano
- Las Tunas
- San Gabrielito